# Chronologie du Brexit
La chronologie du Brexit  concerne le Retrait du Royaume-Uni de l'Union européenne de 2016, jusqu'au début des années 2020.

## Chronologie
| - 7 mai 2015 - Le programme des conservateurs prévoyant un référendum sur l'appartenance du Royaume-Uni à l'Union européenne gagne les élections générales - 20 février 2016 - Annonce de l'organisation d'un référendum sur l'appartenance du Royaume-Uni à l'Union européenne - 23 juin 2016 - Référendum sur l'appartenance du Royaume-Uni à l'Union européenne - 29 mars 2017 - Invocation de l'article 50 - 25 novembre 2018 - Accord de retrait du Royaume-Uni de l'Union européenne - 29 mars 2019 - Date de sortie initialement prévue - 31 janvier 2020 - Brexit - 1er janvier 2021 - Fin de la période de transition - Accord commercial provisoire - 1er mai 2021 - Accord commercial définitif |

### Chronologie générale

#### En 2016
| Dates            | Évènements |
| ---------------- | --- |
| 19 février 2016  | Les dirigeants européens des Vingt-Huit concluent un accord visant à persuader les Britanniques de rester dans l'Union européenne. David Cameron obtient de l’Union européenne que son royaume soit exclu de l’objectif d’une union "sans cesse plus étroite". |
| 20 février 2016  | Le Premier ministre David Cameron annonce qu'un référendum sur l'appartenance du Royaume-Uni à l'Union européenne aura lieu le 23 juin 2016. |
| 15 avril 2016    | Début de la campagne officielle du référendum britannique |
| 18 mai 2016      | Cérémonie d'ouverture du Parlement. La reine Élisabeth II présente les grandes lignes du programme législatif du gouvernement Cameron pour l’année à venir. Le discours ayant lieu pendant la campagne officielle du référendum, les mesures controversées ont été écartées permettant de marquer une courte trêve dans les débats tendus sur l'avenir du royaume au sein de l'Union européenne.                                                    |
| 16 juin 2016     | La députée travailliste pro-européenne Jo Cox est assassinée par Thomas Mair, un sympathisant du parti d’extrême droite Britain First. Son meurtre déclenche une vive émotion au Royaume-Uni et entraîne la suspension de la campagne pour le référendum sur l'appartenance du Royaume-Uni à l'Union européenne. |
| 23 juin 2016     | Référendum sur l'appartenance du Royaume-Uni à l'Union européenne : 51,89 % des Britanniques se prononcent en faveur du retrait. |
| 24 juin 2016     | Le Premier ministre britannique David Cameron annonce sa démission d'ici au mois d'octobre suivant. Cela enclenche une nouvelle élection à la direction du Parti conservateur britannique. |
| 25 juin 2016     | Didier Seeuws est nommé pour gérer la « Task Force sur le Royaume-Uni » au sein du Secrétariat général du Conseil de l'Union européenne. |
| 29 juin 2016     | Lors du Conseil européen, les Vingt-Sept publient une déclaration conjointe qui prend acte du résultat du référendum et du mécontentement en Europe à l'égard de la situation actuelle, et souhaitent y répondre en restant unis et en menant à bien leur programme stratégique. |
| 4 juillet 2016   | Nigel Farage démissionne de la direction du Parti pour l'indépendance du Royaume-Uni (UKIP) en considérant qu’il a atteint l’objectif de sa vie politique. Il reste toutefois membre du Parlement européen pour suivre le processus du Brexit. |
| 11 juillet 2016  | Theresa May devient la nouvelle cheffe du parti conservateur britannique, à la suite du retrait de sa principale concurrente Andrea Leadsom,. David Cameron annonce dans la foulée qu'il présentera sa démission à la reine le 13 juillet, ce qui permet à Theresa May d'entrer au 10 Downing Street plusieurs mois avant la tenue d'un congrès, finalement annulé, du Parti conservateur qui devait aboutir à l'élection du successeur de Cameron. |
| 13 juillet 2016  | David Cameron démissionne du poste de Premier ministre britannique. Theresa May lui succède et nomme David Davis au poste de Secrétaire d'État à la Sortie de l'Union européenne et Boris Johnson au poste de Secrétaire d'État aux Affaires étrangères et du Commonwealth. |
| 21 juillet 2016  | Le Royaume-Uni annonce que, du fait des résultats du référendum, il ne souhaite pas occuper la présidence tournante du Conseil de l'Union européenne. |
| 27 juillet 2016  | Nomination de Michel Barnier à la fonction de négociateur en chef de l'Union européenne sur le brexit. |
| 8 septembre 2016 | Le président du Conseil européen Donald Tusk rencontre Theresa May à Londres et insiste auprès de celle-ci sur la nécessité de démarrer au plus tôt les négociations relatives au Brexit. L'ancien Premier ministre belge Guy Verhofstadt est nommé par le Parlement européen (au sein de la conférence des présidents) pour mener les négociations sur le Brexit impliquant le Parlement.                                                          |
| 2 octobre 2016   | Pendant la conférence du Parti conservateur, Theresa May promet d’activer dès mars le processus de retrait de l’Union européenne. |
| 3 novembre 2016  | La Haute Cour de justice de Londres dénie au seul gouvernement de pouvoir déclencher la procédure de sortie de l’Union européenne et oblige ce dernier à saisir le Parlement britannique au préalable. |
| 15 décembre 2016 | Lors d'une réunion informelle du Conseil européen, les Vingt-Sept se disent prêts à entamer les négociations avec le Royaume-Uni dès que celui-ci aura notifié son intention de se retirer de l'Union conformément à l'article 50. |

#### En 2017
| Dates                   | Évènements |
| ----------------------- | --- |
| 24 janvier 2017         | La Cour suprême du Royaume-Uni confirme la décision de la Haute Cour de justice de Londres du 3 novembre 2016, à savoir que le gouvernement devra consulter le Parlement britannique avant de lancer les négociations de sortie de l’Union européenne. "Procéder autrement constituerait une violation des principes constitutionnels" a déclaré le président de la Cour David Neuberger. |
| 26 janvier 2017         | Le gouvernement britannique dépose un projet de loi de notification du retrait de l’Union européenne (The European Union (Notification of Withdrawal) Bill) devant la Chambre des communes. |
| 27 janvier 2017         | Theresa May est la première dirigeante étrangère à se rendre officiellement à Washington pour rencontrer le nouveau président américain Donald Trump, pour préparer les futurs liens commerciaux post-Brexit qui devraient privilégier les relations historiques entre les États-Unis et le Royaume-Uni. |
| 8 février 2017          | La chambre des Communes adopte à une large majorité (494 pour, 122 contre) le projet de loi qui autorise Theresa May à activer le processus de sortie de l’Union européenne. |
| 13 mars 2017            | Après un dernier vote, le parlement britannique autorise le gouvernement à enclencher le processus de sortie de l’Union européenne. Theresa May peut maintenant invoquer à tout moment auprès de Bruxelles l’article 50 du traité sur l'Union européenne, celui qui prévoit la sortie d’un État membre de l’UE. |
| 16 mars 2017            | La loi autorisant la Première ministre britannique à déclencher la procédure du Brexit est promulguée par une Sanction royale (Royal Assent) de la reine Élisabeth II. |
| 29 mars 2017            | Le Représentant permanent du Royaume-Uni après de l'Union européenne donne officiellement la lettre de la Première ministre Theresa May au président du Conseil européen Donald Tusk, enclenchant ainsi la procédure de l'article 50. Cette journée est qualifiée de Day 1 par le négociateur européen. |
| 18 avril 2017           | Theresa May annonce qu'elle a décidé de proposer aux députés la convocation d'élections anticipées pour le 8 juin 2017. |
| 19 avril 2017           | La Chambre des communes adopte la motion convoquant les élections avec 522 voix « pour » et 13 « contre » (434 voix étaient nécessaires). |
| 26 avril 2017           | Le président de la commission européenne Jean-Claude Juncker et le négociateur en chef de l'Union européenne Michel Barnier rencontrent Theresa May à Londres, pour parler du processus des négociations de l'article 50, à trois jours du Conseil européen du 29 avril 2017. |
| 3 mai 2017              | Dissolution du Parlement (25 jours ouvrés avant le scrutin, conformément au Fixed-term Parliaments Act 2011). |
| 22 mai 2017             | L'Union européenne donne son accord à Michel Barnier pour ouvrir les négociations avec le Royaume-Uni. |
| 8 juin 2017             | Élections générales britanniques de 2017. Elles ont lieu deux ans après les précédentes qui avaient vu le Parti conservateur, alors dirigé par David Cameron, remporter la majorité absolue. Ces élections se déroulent un an après le référendum ayant approuvé le principe du retrait du Royaume-Uni de l'Union européenne et alors que la procédure de retrait est engagée depuis le 29 mars 2017. Bien que largement favoris au début de la campagne, les conservateurs perdent leur majorité à l'issue du vote et sont contraints de négocier une alliance avec le Parti unioniste démocrate pour se maintenir au pouvoir. |
| 19 au 22 juin 2017      | Premier cycle de négociations entre l'UE et le Royaume-Uni à Bruxelles. Le contexte de politique intérieure et étrangère britannique est alors compliqué pour la Première ministre après la perte de sa majorité absolue aux dernières élections générales. |
| 21 juin 2017            | Cérémonie d'ouverture du Parlement. La reine Élisabeth II annonce que "la priorité de [son] gouvernement est de garantir le meilleur accord possible alors que le pays quitte l'Union européenne". |
| 22 juin 2017            | Lors du Conseil européen, Theresa May présente les grandes lignes de ses propositions concernant les droits des citoyens de l'UE vivant au Royaume-Uni, jugées insuffisantes par les Vingt-Sept. |
| 17 au 20 juillet 2017   | Deuxième cycle de négociations entre l'UE et le Royaume-Uni, à l'issue duquel une note technique commune résumant les positions respectives de l'UE et du Royaume-Uni est produite. |
| 28 au 31 août 2017      | Troisième cycle de négociations entre l'UE et le Royaume-Uni, au cours duquel les travaux se sont poursuivis sur les principales questions qu'il convient de régler en vue d'un retrait ordonné du Royaume-Uni. |
| 25 au 28 septembre 2017 | Quatrième cycle de négociations entre l'UE et le Royaume-Uni, sans progrès notable sur les sujets clés : les droits des citoyens, le règlement financier et l'Irlande. |
| 9 au 12 octobre 2017    | Cinquième cycle de négociations entre l'UE et le Royaume-Uni, sans grande avancée. |
| 9 et 10 novembre 2017   | Sixième cycle des négociations entre l'UE et le Royaume-Uni. |
| 8 décembre 2017         | Le retrait de l'Union européenne doit conduire à la négociation d'un accord de retrait et d'un accord commercial. Un premier accord est conclu précisant les modalités de la période de transition et le règlement des trois éléments essentiels que sont les droits des citoyens européens, la frontière irlandaise et l'aspect financier. |
| 15 décembre 2017        | Lors du Conseil européen, les dirigeants confirment que des progrès suffisants ont été réalisés pour passer à la deuxième étape des négociations sur le Brexit et en fixent les orientations. |

#### En 2018
| Dates               | Évènements |
| ------------------- | --- |
| 6 au 9 février 2018 | Septième cycle de négociations entre l'UE et le Royaume-Uni, le premier de la deuxième étape des négociations, consacré principalement à la période de transition, l'Irlande, en particulier les solutions permettant d'éviter la mise en place d'une frontière physique, et la gouvernance de l'accord de retrait. |
| 19 mars 2018        | Le retrait de l'Union européenne doit conduire à la négociation d'un accord de retrait et d'un accord commercial. Après la signature du premier accord le 8 décembre 2017 sur les modalités de la période de transition et le règlement des trois éléments essentiels (droits des citoyens européens, frontière irlandaise et aspect financier), le second accord est signé trois mois plus tard confirmant la mise en place d'une période de transition jusqu'au 31 décembre 2020. |
| 23 mars 2018        | Lors du Conseil européen, les Vingt-Sept adoptent les orientations sur le cadre des relations futures avec le Royaume-Uni après le Brexit et la phase de transition. |
| 26 juin 2018        | La loi sur le retrait du Royaume-Uni de l'Union européenne est promulguée par une Sanction royale (Royal Assent) de la reine Élisabeth II. |
| 6 juillet 2018      | Theresa May et son gouvernement définissent une nouvelle ligne commune tournée vers une solution de « soft Brexit », soit une solution alternative entre les partisans d'une solution de rupture franche et ceux d'une sortie avec des conséquences modérées sur les relations futures avec l'UE. |
| 9 juillet 2018      | Le secrétaire d'État au Brexit, David Davis et le ministre des Affaires étrangères Boris Johnson démissionnent et sont remplacés respectivement par Dominic Raab et Jeremy Hunt. |
| 12 juillet 2018     | Plan de Chequers publié par le gouvernement britannique de Theresa May. Ce livre blanc expose le type de relation que le Royaume-Uni cherche à avoir avec l'Union européenne après le Brexit. Son titre officiel est Les relations futures entre le Royaume-Uni et l'Union européenne. |
| 9 novembre 2018     | Démission de Jo Johnson, secrétaire d'État aux Transports chargé de Londres. Il appelle à un nouveau vote sur le Brexit. Jo n'est autre que le frère cadet de Boris Johnson. |
| 15 novembre 2018    | Démissions de Shailesh Vara (Secrétaire d'État chargé de l'Irlande du Nord), Dominic Raab (Secrétaire d'État à la Sortie de l'Union européenne), Esther McVey (Secrétaire d'État au Travail et aux Retraites), Suella Braverman (Sous-secrétaire d'État chargée du Brexit), Anne-Marie Trevelyan (assistante ministérielle au département de l'Éducation) et Ranil Jayawardena (assistant ministériel au département de la Justice). Un journaliste de Sky News évoque que le nombre de lettres appelant à un vote de défiance à Theresa May aurait atteint 48, soit le nombre requis pour qu'un tel vote soit demandé. |
| 16 novembre 2018    | Stephen Barclay est nommé Secrétaire d'État à la Sortie de l'Union européenne. Après Davis et Raab, il est le troisième homme politique à occuper ce poste depuis sa création. |
| 21 novembre 2018    | Theresa May s'entretient à Bruxelles avec la Commission européenne pour la « relation future » dans le cadre du Brexit. |
| 25 novembre 2018    | Le Royaume-Uni et les Vingt-Sept actent leur séparation lors du Conseil européen et annoncent avoir finalisé le texte d'accord de retrait du Royaume-Uni de l'Union européenne. Le président de la Commission européenne, Jean-Claude Juncker, déclare notamment qu'« il n’y aura pas de champagne pour célébrer ce bon et triste deal ». Le parlement britannique et le parlement européen doivent encore à ce stade ratifier cet accord. |
| 4 décembre 2018     | Le gouvernement britannique refuse de publier l'intégralité de l'avis juridique sur le divorce avec l'UE et retarde ainsi le début des débats au parlement mais quelques jours plus tard, il est finalement contraint de le publier. |
| 11 décembre 2018    | Le vote de la chambre des Communes est reporté par le gouvernement en raison de la certitude de perdre le vote avec une « marge significative ». |
| 12 décembre 2018    | Un vote de défiance est annoncé à l’encontre de Theresa May alors qu'elle rencontre plusieurs dirigeants européens pour renégocier l'accord conclu le 25 novembre ; le seuil des 48 députés conservateurs est atteint. Elle surmonte le vote de défiance de son propre parti politique : 200 députés votent pour son maintien au poste de Première ministre et 117 députés lui retirent leur confiance. Elle ne parvient toutefois pas à renégocier l'accord de retrait avec ses partenaires européens. |
| 25 décembre 2018    | Dans son discours de Noël, la reine Élisabeth II appelle les britanniques à faire preuve de "respect" les uns envers les autres, pendant cette période de transition vers le Brexit. "Même si les différences les plus profondes nous séparent, traiter autrui avec respect, comme un être humain, est toujours un bon premier pas". Ce discours est un des rares de l'année où la reine peut s'exprimer publiquement sur ses opinions personnelles. |

#### En 2019
| Dates             | Évènements |
| ----------------- | --- |
| 15 janvier 2019   | Le vote reporté par le gouvernement le 11 décembre dernier est soumis à la chambre des Communes. Les députés rejettent l'accord de retrait par 432 voix contre 202. |
| 16 janvier 2019   | Theresa May survit à la motion de censure souhaitée la veille par le leader de l'opposition travailliste Jeremy Corbyn. Les députés rejettent la motion par 325 voix contre 306, soit une marge de seulement 19 voix. Il s'agit de la première motion de censure déposée contre un gouvernement britannique depuis 26 ans. |
| 24 janvier 2019   | La reine Élisabeth II évoque le Brexit à mots couverts dans un discours devant le British Women's Institute : " Dans notre recherche de nouvelles réponses en ces temps modernes, je préfère pour ma part les recettes éprouvées, comme se parler avec respect et respecter les différents points de vue, se rassembler pour chercher un terrain d'entente et ne jamais oublier de prendre du recul " |
| 12 mars 2019      | Les députés britanniques rejettent une deuxième fois l'accord sur le Brexit par 391 voix contre 242. |
| 13 mars 2019      | Les députés britanniques rejettent une sortie sans accord (No-deal) par 312 voix contre 308. |
| 14 mars 2019      | Les députés britanniques rejettent l'organisation d'un nouveau référendum par 334 voix contre 85. Ils votent ensuite pour un report du délai de sortie du Royaume-Uni par 412 voix contre 202 |
| 21 mars 2019      | Le conseil européen accorde un délai supplémentaire au Royaume-Uni jusqu'au 22 mai 2019 en cas d'accord sur le Brexit du parlement britannique ; en cas de désaccord, le conseil européen accorde un délai jusqu'au 12 avril 2019 pour qu'il présente un nouveau plan de sortie. |
| 29 mars 2019      | La chambre des Communes rejette une troisième fois l'accord sur le Brexit par 344 voix contre 286, le jour même de la sortie prévue initialement le 29 mars 2017. |
| 11 avril 2019     | L'Union européenne accepte un report flexible du Brexit jusqu'au 31 octobre 2019. |
| 12 avril 2019     | Date du premier report du Brexit accordé par l'Union européenne le 21 mars 2019. Le 11 avril 2019, celle-ci accorde un deuxième report jusqu'au 31 octobre 2019, soit sept mois après la date initialement prévue le 29 mars 2019. |
| 22 mai 2019       | Pour obtenir l'adoption de son accord sur le Brexit, Theresa May offre aux députés britanniques la possibilité de décider d'un second référendum. La leader de la Chambre des communes et lord président du Conseil Andrea Leadsom démissionne, mettant en doute l'accord de retrait proposé par Theresa May et la tenue éventuelle d'un second referendum sur la sortie de l'Union européenne du Royaume-Uni. |
| 23 mai 2019       | Organisation des élections européennes de 2019 au Royaume-Uni. Ces élections n'auraient pas dû avoir lieu si le Royaume-Uni était sorti de l'UE à la date prévue initialement le 29 mars 2019. |
| 24 mai 2019       | Theresa May annonce sa démission en tant que cheffe du gouvernement britannique. Cette dernière prendra effet le 7 juin. |
| 26 mai 2019       | Annonce des résultats des élections européennes dans toute l'Union européenne. Le parti du Brexit de Nigel Farage arrive largement en tête au Royaume-Uni avec 5 244 893 voix soit 31,7 % des suffrages exprimés. |
| 7 juin 2019       | Theresa May cesse d'être la cheffe du Parti conservateur. Elle continue d'être la Première ministre pour gérer les affaires courantes jusqu'à l'élection d'un nouveau chef de son parti le 23 juillet 2019 qui deviendra ainsi le nouveau Premier ministre. |
| 2 juillet 2019    | Session inaugurale de la 9e législature du Parlement européen ; les députés britanniques du parti du Brexit tournent le dos pendant qu’est joué l’hymne européen. |
| 16 juillet 2019   | Ursula von der Leyen, la future présidente de la commission européenne, a été huée par les députés britanniques du parti du Brexit après qu'elle a déclaré : « Je me tiens prête à une nouvelle extension de la date de départ si davantage de temps était nécessaire pour une bonne raison ». |
| 23 juillet 2019   | Le résultat du vote par correspondance des membres du parti conservateur britannique, pour l'élection de leur nouveau chef de parti est annoncé ; Boris Johnson devient le chef du Parti conservateur avec 92 153 voix (66,1%) face à Jeremy Hunt qui obtient 46 656 voix (33,5%). |
| 24 juillet 2019   | Theresa May démissionne du poste de Premier ministre britannique. Boris Johnson lui succède et déclare : « Nous allons remplir la promesse faite par le Parlement à la population et sortir de l'UE le 31 octobre, sans condition ». Il nomme Dominic Raab au poste de Secrétaire d'État des Affaires étrangères et du Commonwealth et confirme Stephen Barclay au poste de Secrétaire d'État à la Sortie de l'Union européenne. |
| 1er août 2019     | Après la visite à Bruxelles du négociateur britannique David Frost les 31 juillet et 1er août 2019, l'UE refuse de revoir sa position sur la frontière irlandaise établie lors de l'accord de retrait le 25 novembre 2018. |
| 18 août 2019      | Le Secrétaire d’État au Brexit Stephen Barclay signe le décret d'abrogation de l’Acte du Parlement de 1972 qui ratifiait l’adhésion du Royaume-Uni à la CEE, ce qui permettait aux règlementations européennes d’être transposées dans le droit britannique. Ce décret met donc fin à l'application de toute loi de l'UE au Royaume-Uni à partir du 31 octobre 2019. |
| 28 août 2019      | Le Premier ministre Boris Johnson demande à la reine de suspendre le parlement britannique entre le 9 septembre et le 14 octobre 2019, soit pendant cinq semaines au lieu de trois réservée habituellement pour les conférences annuelles des partis politiques. L’objectif du premier ministre serait d’empêcher les députés de débattre et de légiférer pour bloquer un Brexit sans accord le 31 octobre prochain. La reine accepte[réf. souhaitée] cette suspension après consultation de son conseil privé réuni au château de Balmoral. |
| 3 septembre 2019  | Le gouvernement de Boris Johnson perd sa majorité absolue à la chambre des Communes qui ne tenait qu'à une seule voix. En effet, le député Phillip Lee fait défection et rejoint les bancs de l'opposition auprès des Libéraux-démocrates. Il se justifie en l'écrivant dans un communiqué: "Le gouvernement conservateur poursuit de manière agressive un Brexit aux conséquences dommageables. Il met en danger des vies [...] et menace de manière injustifiée l'intégrité du Royaume-Uni". Boris Johnson est ensuite désavoué par une majorité de députés, par 328 voix (dont 21 du Parti conservateur, ce qui les exclus de celui-ci) contre 301, qui approuvent une motion leur permettant de prendre le contrôle de l'agenda parlementaire, normalement détenu par le gouvernement[réf. souhaitée]. |
| 4 septembre 2019  | Les députés britanniques votent, à 329 voix contre 300, une loi pour empêcher une sortie sans accord de l'Union européenne. Ils rejettent ensuite une motion déposée par Boris Johnson pour organiser des élections législatives anticipées le 15 octobre, avec seulement 298 voix, soit moins des deux tiers nécessaires pour être adoptée par la Chambre des communes. |
| 9 septembre 2019  | La chambre des Communes refuse une deuxième fois l'organisation d'élections législatives anticipées, avec 293 voix pour, soit moins des deux tiers nécessaires pour être adoptée. Comme prévu le 28 août 2019, le parlement britannique est ensuite suspendu jusqu'au 14 octobre 2019. |
| 24 septembre 2019 | La Cour suprême du Royaume-Uni juge unanimement que la suspension du Parlement britannique est illégale, nulle et non avenue et qu'en conséquence, en droit, le Parlement n'a pas été suspendu. Directement après l'annonce de la Cour suprême, le Président de la Chambre des Communes convoque le Parlement britannique, qui se réunit dès le lendemain. |
| 2 octobre 2019    | Boris Johnson transmet une proposition d'accord à Bruxelles. Cet accord prévoit un backstop réduit à l'Irlande du Nord, des contrôles douaniers légers en Irlande, et un droit de veto aux prolongations de ce statut par la chambre nord-irlandaise. |
| 4 octobre 2019    | La commission européenne estime que les propositions transmises deux jours auparavant ne constituent pas une base pour conclure un accord. |
| 11 octobre 2019   | Les Vingt-Sept acceptent de lancer des négociations «intenses». |
| 14 octobre 2019   | Lors de la cérémonie d'ouverture du Parlement, la reine Élisabeth II indique dans son discours que son « gouvernement prévoit de travailler à la mise en place d'un nouveau partenariat avec l'Union européenne sur la base du libre échange et d'une coopération amicale » ; elle a assuré également qu'un Brexit le 31 octobre était la "priorité" de son gouvernement. |
| 17 octobre 2019   | Un nouvel accord est trouvé sur le Brexit entre l'Union européenne et le Royaume-Uni. Il s'agit du second accord après celui du 25 novembre 2018, rejeté par trois fois par le parlement britannique les 15 janvier, 12 mars et 29 mars 2019. Les Vingt-Sept autres états membres de l'UE acceptent cet accord le soir même lors du Conseil européen. Boris Johnson convoque le parlement britannique pour une séance extraordinaire deux jours plus tard pour se prononcer sur cet accord. |
| 19 octobre 2019   | La chambre des Communes refuse de se prononcer sur l'accord entre l'Union européenne et le Royaume-Uni signé le 17 octobre 2019. Il préfère adopter l'amendement Letwin par 322 voix contre 306, du nom d'un député conservateur proeuropéen ; cet amendement interdit le départ du Royaume-Uni avant la mise en place des législations nécessaires qui doivent faire l'objet d'un vote parlementaire, ceci afin d'éviter un retrait abrupt au 31 octobre. « Je ne négocierai pas de report avec l’UE » a déclaré Boris Johnson après cet échec, « un nouveau report serait mauvais pour ce pays, mauvais pour l’Union européenne et mauvais pour la démocratie ». Il est ensuite obligé d'envoyer une lettre dans la soirée pour demander un nouveau report du Brexit jusqu'au 31 janvier 2020, comme l'oblige une loi votée le 4 septembre 2018, mais se refuse à la signer et envoie même une seconde lettre pour dire qu'il ne souhaite pas de nouveau report. |
| 22 octobre 2019   | La chambre des Communes accepte le projet de loi sur l’accord de retrait entre l'Union européenne et le Royaume-Uni, avec 329 voix contre 299. Mais quelques minutes plus tard, il vote contre le calendrier accéléré sur trois jours proposé par le gouvernement, par 322 voix contre 308. Boris Johnson a alors immédiatement annoncé qu’il suspendait l’examen du texte jusqu’à ce que l’Union européenne se prononce sur un report de la date du Brexit. |
| 28 octobre 2019   | Les Vingt-Sept de l'Union européenne s'accordent pour un nouveau report flexible du Brexit au 31 janvier 2020. Initialement prévu le 29 mars 2019, c'est la troisième fois qu'il est repoussé. Le parlement britannique rejette une troisième fois, après les refus des 4 et 9 septembre 2019, l'organisation d'élections législatives anticipées, avec 299 voix pour, soit moins des deux tiers nécessaires pour être adoptée. |
| 29 octobre 2019   | Boris Johnson présente une quatrième demande d'élections législatives anticipées. La Chambre des communes adopte finalement cette motion avec 438 voix « pour » et 20 « contre » (434 voix étaient nécessaires). Le Parti travailliste et son chef Jeremy Corbyn ont accepté cette motion après que tout risque de Brexit sans accord le 31 octobre 2019 soit écarté. |
| 31 octobre 2019   | Date du deuxième report du Brexit accordé par l'Union européenne le 11 avril 2019. Le 28 octobre 2019, celle-ci accorde un troisième report jusqu'au 31 janvier 2020, soit dix mois après la date initialement prévue le 29 mars 2019. Le président des États-Unis Donald Trump critique l'accord de Brexit signé par le Royaume-Uni et l'Union européenne le 17 octobre 2019, lors d'un entretien avec le chef du Parti du Brexit Nigel Farage. Il déclare : « Pour être honnête avec vous, avec cet accord, sous certains aspects, vous ne pouvez pas (faire du commerce). Nous ne pouvons pas faire d'accord commercial avec le Royaume-Uni ». |
| 3 novembre 2019   | Boris Johnson exprime ses « profonds regrets » sur Sky News de ne pas avoir réalisé le Brexit le 31 octobre 2019 comme il s'y était engagé. Il a également répondu aux critiques de Donald Trump sur l'accord de Brexit : "Je ne souhaite pas dénigrer le président, mais à cet égard, il commet une erreur manifeste. Quiconque regarde notre accord peut constater que c'est un excellent accord". |
| 6 novembre 2019   | Dissolution du Parlement (25 jours ouvrés avant le scrutin, conformément au Fixed-term Parliaments Act 2011). |
| 11 novembre 2019  | Le président du Parti du Brexit, Nigel Farage, accepte de ne pas présenter de candidats face au Parti conservateur dans les 317 circonscriptions gagnées par ce dernier lors des élections générales du 8 juin 2017, afin de ne pas diviser le camp des brexiters. |
| 12 décembre 2019  | Élections générales britanniques de 2019. Elles ont lieu deux ans et demi après les précédentes qui avaient vu le Parti conservateur dirigé par Theresa May remporter la majorité relative ; celle-ci avait été contrainte de négocier une alliance avec le Parti unioniste démocrate pour se maintenir au pouvoir. Ces élections se déroulent trois ans et demi après le référendum ayant approuvé le principe du retrait du Royaume-Uni de l'Union européenne et alors que la procédure de retrait est engagée depuis le 29 mars 2017. Les conservateurs sont favoris dans les sondages et remportent la majorité absolue à l'issue du vote. |
| 19 décembre 2019  | A peine deux mois après la cérémonie d'ouverture du Parlement du 14 octobre 2019, la reine Élisabeth II effectue une seconde cérémonie d'ouverture après les élections générales du 12 décembre 2019. Elle indique dans son discours que « la priorité de [son] gouvernement est de réaliser le départ du Royaume-Uni de l'Union européenne le 31 janvier 2020 » ; « Ensuite, [ses] ministres chercheront à établir une relation future avec l'UE fondée sur un accord de libre-échange qui profite à tout le Royaume-Uni ». |
| 20 décembre 2019  | La nouvelle chambre des communes, fraîchement élue le 12 décembre 2019, se prononce par 358 voix contre 234 en faveur du projet de loi sur l’accord de divorce entre l'Union européenne et le Royaume-Uni qui avait été signé le 17 octobre 2019. Après ce premier vote, le texte doit encore être débattu plus précisément par les commissions parlementaires. |
| 25 décembre 2019  | Dans son discours de Noël, la reine Élisabeth II appelle les britanniques à surmonter leurs divisions : « Des petits pas entrepris avec foi et espoir peuvent permettre de surmonter des différences anciennes et des divisions profondes pour apporter harmonie et compréhension. » |

#### En 2020
| Dates                          | Événements |
| ------------------------------ | --- |
| 8 janvier 2020                 | La présidente de la commission européenne Ursula von der Leyen rencontre Boris Johnson à Londres. Ce dernier lui a confirmé qu’il veut mener à bien la conclusion de la « relation future » d’ici la fin de l'année 2020. |
| 9 janvier 2020                 | La chambre des communes vote définitivement l'accord de retrait signé le 17 octobre 2019, par 330 voix contre 231, ce qui permet au Royaume-Uni de quitter l'Union européenne le 31 janvier prochain. Le secrétaire d'État à la Sortie de l'Union européenne, Stephen Barclay, affirme aux députés que « ce texte va garantir notre départ de l'Union européenne avec un accord qui donne de la certitude aux entreprises, protège les droits de nos citoyens et assure que nous reprenions le contrôle de notre argent, nos frontières, nos lois et notre politique commerciale » ; il promet également un accord de libre-échange avec l'UE d'ici la fin de l'année. |
| 21 janvier 2020                | La chambre des Lords amende cinq fois le texte voté par la chambre des communes le 9 janvier 2020, notamment sur la préservation du droit au regroupement familial pour les mineurs réfugiés non accompagnés et aussi sur la consultation de l’Écosse et du Pays de Galles lors des négociations post-Brexit avec l’UE. Comme il a été amendé par la chambre haute, le texte doit retourner à la Chambre des Communes. |
| 22 janvier 2020                | La chambre des communes désavoue les cinq amendements au texte de la chambre des lords et adopte définitivement une seconde fois le texte sur l'accord de retrait. |
| 23 janvier 2020                | Le projet de loi de Brexit est approuvé par une Sanction royale (Royal Assent) de la reine Élisabeth II. |
| 25 janvier 2020                | Le président du Conseil Charles Michel, la présidente de la Commission, Ursula von der Leyen et le premier ministre britannique Boris Johnson signent l'accord de sortie du Royaume-Uni de l'Union européenne, prévue pour le 31 janvier 2020. Boris Johnson tweete ensuite le message suivant : « Aujourd'hui, j'ai signé l'accord de retrait pour que le Royaume-Uni quitte l'UE le 31 janvier, honorant le mandat démocratique du peuple britannique. Cette signature annonce un nouveau chapitre dans l’histoire de notre nation[réf. souhaitée]. » |
| 29 janvier 2020                | Le parlement européen ratifie à son tour l'accord de retrait signé le 17 octobre 2019, à une très large majorité de 621 voix pour et 49 voix contre. Nigel Farage profite de sa dernière intervention au parlement pour prononcer un discours sans concession : « Ce qui arrive à 23h ce vendredi 31 janvier 2020 marque le point de non-retour. Une fois que nous serons partis, nous ne reviendrons jamais et le reste franchement n'est que détails (...) En 2005, j'ai vu la Constitution initiée par Giscard et d'autres rejetée par les Français par référendum, rejetée par les Hollandais par référendum. Et je vous ai vus vous dans ces institutions ignorer cela. Ramener [la constitution] par le traité de Lisbonne et ensuite vous vanter de l'avoir passer sans référendum (...) Je veux vous promettre qu'à la fois au Royaume-Uni et dans le Parti du Brexit, nous aimons l'Europe mais nous détestons l'Union européenne (...) Alors j'espère que c'est le début de la fin de ce projet [européen], c'est un mauvais projet, ce n'est pas juste non démocratique, c'est anti-démocratique. [Il donne du pouvoir à] des gens sans responsabilité qui n'ont pas de comptes à rendre aux électeurs. C'est une structure inacceptable (...) ». |
| 31 janvier 2020                | Le troisième report du Brexit, accordé par l'Union européenne le 28 octobre 2019, dix mois après la date prévue du 29 mars 2019, est finalement le bon. Plusieurs milliers de personnes fêtent la sortie de l'UE sur le Parliament Square de Londres avec les 11 « bong » de Big Ben pré-enregistrés qui retentissent à l'heure fatidique de 23h. |
| 15 février 2020                | Lors de la 56e conférence de Munich sur la sécurité, le président français Emmanuel Macron a lâché une confidence à un petit comité de diverses personnalités allemandes : « il ne faut pas que le Brexit soit un succès ». |
| 17 février 2020                | Le négociateur britannique sur le Brexit, David Frost, indique que le Royaume-Uni entend négocier avec l'UE un accord de libre-échange « d’égal à égal » et n’acceptera pas que celle-ci contrevienne à sa liberté de fixer ses propres règles. « Il est essentiel pour nous de pouvoir établir des lois qui nous conviennent, de revendiquer le droit que possède tout autre pays non membre de l’UE dans le monde ». |
| 25 février 2020                | Les Vingt-Sept votent un mandat commun de négociation sur les relations commerciales futures avec Londres. Michel Barnier va pouvoir entamer les négociations avec son homologue britannique David Frost dès le 2 mars 2020. |
| 2 au 5 mars 2020               | Premier cycle de négociations sur l'avenir des relations commerciales entre le Royaume-Uni et l'Union européenne à Bruxelles : les deux protagonistes constatent leurs divergences très importantes. |
| 12 mars 2020                   | Le deuxième cycle de négociations sur l'avenir des relations commerciales entre le Royaume-Uni et l'Union européenne, prévue à partir du 18 mars 2020 à Londres, est reportée sine die à cause de la pandémie de Covid-19. |
| 20 au 24 avril 2020            | Deuxième cycle de négociations sur l'avenir des relations commerciales entre le Royaume-Uni et l'Union européenne par visioconférence en raison de la pandémie de Covid-19 : pas de « progrès tangible » selon Michel Barnier. |
| 11 au 15 mai 2020              | Troisième cycle de négociations sur l'avenir des relations commerciales entre le Royaume-Uni et l'Union européenne par visioconférence : en dehors de « quelques ouvertures modestes, aucun progrès n'a été possible sur les autres sujets, les plus difficiles » selon Michel Barnier. |
| 2 au 5 juin 2020               | Quatrième cycle de négociations sur l'avenir des relations commerciales entre le Royaume-Uni et l'Union européenne par visioconférence : « Il n’y a pas eu, cette semaine, de progrès significatifs (...) Nous ne pourrons pas continuer éternellement comme ça » a commenté Michel Barnier ; « Je n'ai aucun doute que nous trouverons dans le courant de l’été et au plus tard au début de l’automne un terrain d’entente » a-t-il ensuite ajouté. |
| 12 juin 2020                   | Le Royaume-Uni confirme officiellement à l'Union européenne qu'il ne souhaite pas prolonger la période de transition qui expire à la fin de l'année 2020. Le ministre britannique Michael Gove déclare : « J’ai formellement confirmé que le Royaume-Uni ne prolongerait pas la période de transition, et le moment pour demander une extension est désormais passé » ; « Le 1er janvier 2021, nous reprendrons le contrôle et retrouverons notre indépendance politique et économique ». |
| 29 juin au 2 juillet 2020      | Cinquième cycle de négociations sur l'avenir des relations commerciales entre le Royaume-Uni et l'Union européenne à Bruxelles. Le négociateur européen Michel Barnier et son homologue britannique David Frost se rencontrent physiquement pour la première fois depuis la crise du Covid-19 démarrée en mars. David Frost déclare à l'issue de ces négociations que celles-ci ont « mis en relief les différences significatives qui persistent entre nous sur un certain nombre de questions importantes ». |
| 21 au 23 juillet 2020          | Sixième cycle de négociations sur l'avenir des relations commerciales entre le Royaume-Uni et l'Union européenne à Londres. « Par son refus actuel de s'engager envers des conditions de concurrence ouverte et loyale et un accord équilibré sur la pêche, le Royaume-Uni rend un accord commercial improbable à ce stade » déclare Michel barnier à l'issue des négociations. |
| 17 au 21 août 2020             | Septième cycle de négociations sur l'avenir des relations commerciales entre le Royaume-Uni et l'Union européenne à Bruxelles. Michel Barnier estime qu'un accord avec le Royaume-Uni « semble peu vraisemblable ». |
| 8 au 10 septembre 2020         | Huitième cycle de négociations sur l'avenir des relations commerciales entre le Royaume-Uni et l'Union européenne à Londres. Michel Barnier souhaite trouver un accord qui serait bénéfique pour les deux parties, mais il reproche au Royaume-Uni de « ne pas s’engager [suffisamment] et de manière réciproque » dans les négociations. |
| 9 septembre 2020               | Le gouvernement britannique publie un projet de loi portant sur l'organisation du Royaume-Uni après sa sortie de l'Union européenne, en révisant en partie ses engagements pris dans le cadre du Brexit. Boris Johnson affirme « garantir la fluidité et la sécurité [du] marché intérieur britannique ». Ursula von der Leyen déclare quant à elle que ce projet de loi « violerait le droit international et saperait la confiance » entre les deux partenaires. |
| 29 septembre 2020              | La chambre des Communes adopte en troisième lecture le projet de loi sur le marché intérieur britannique, présenté par le gouvernement le 9 septembre 2020, qui prévoit de possibles dérogations à l'accord de divorce négocié avec les Européens et ratifié par les deux parties. |
| 29 septembre au 2 octobre 2020 | Neuvième cycle de négociations sur l'avenir des relations commerciales entre le Royaume-Uni et l'Union européenne à Bruxelles. Michel Barnier déclare que les dernières discussions ont permis des progrès mais que « beaucoup de questions en suspens » demeuraient. |
| 1er octobre 2020               | La Commission européenne lance une procédure d'infraction contre le Royaume-Uni et demande le retrait du projet de loi sur le marché intérieur britannique ; elle précise que la procédure pourra aller jusqu'à la Cour de justice européenne si le projet n'est pas retiré rapidement. |
| 16 octobre 2020                | À la suite du conseil européen des 15 et 16 octobre 2020, le Royaume-Uni considère que les négociations post-Brexit sont terminées. Boris Johnson conditionne leurs reprises à « un changement fondamental » de la part des Européens : « Il ne semble y avoir aucun progrès de la part de Bruxelles donc ce que nous leur disons, c'est [de venir] nous voir en cas de changement fondamental d'approche, sinon cela nous va très bien de parler [uniquement] des détails pratiques » pour une sortie sans accord. |
| 22 octobre 2020                | Après une semaine de paralysie, le Royaume-Uni et l’Union européenne reprennent les négociations pour tenter de trouver un accord commercial post-Brexit. |
| 13 novembre 2020               | Dominic Cummings démissionne de son poste de conseiller spécial du gouvernement qu'il occupait depuis juillet 2019. Surnommé «le cerveau de Boris», il a participé activement à la campagne pour que le royaume quitte l’Union européenne, et aurait été une figure de division au sein du gouvernement conservateur depuis sa nomination. |
| 24 décembre 2020               | Après deux mois d'intenses négociations depuis leurs reprises le 22 octobre 2020, le Royaume-Uni et l'Union européenne parviennent à un accord commercial post-Brexit. |
| 30 décembre 2020               | La chambre des communes adopte, par 521 députés contre 73, la loi transposant dans le droit national l’accord de commerce et de coopération effectué le 24 décembre 2020. |
| 31 décembre 2020               | Le projet de loi sur l'accord de commerce et de coopération entre le Royaume-Uni et l'Union européenne est approuvé par une Sanction royale (Royal Assent) de la reine Élisabeth II, le jour même de la fin de la période de transition. |

#### En 2021
| Dates            | Événements |
| ---------------- | --- |
| 1er janvier 2021 | L’accord commercial post-Brexit du 24 décembre 2020, voté par le Parlement britannique le 30 décembre 2020, est appliqué provisoirement pendant deux mois, soit jusqu'au 28 février 2021, en attendant le vote des parlementaires européens. |
| 23 février 2021  | A la demande de l'Union européenne, le Royaume-Uni accepte de prolonger de deux mois supplémentaires la période d’application provisoire de l'accord commercial post-Brexit, soit jusqu'au 30 avril 2021, afin de laisser suffisamment de temps au Parlement européen pour le ratifier. |
| 27 avril 2021    | Après quatre mois de débats, le Parlement européen approuve l'accord commercial sur le Brexit. |
| 1er mai 2021     | L'accord commercial post-Brexit du 24 décembre 2020, voté par le Parlement britannique le 30 décembre 2020 et par le Parlement européen le 27 avril 2021, est appliqué de façon définitive après une période provisoire de quatre mois. |
| 11 mai 2021      | Lors de la cérémonie d'ouverture du Parlement du Royaume-Uni, la première après le brexit, la reine Élisabeth II indique dans son discours que « le Royaume-Uni peut désormais concevoir ses réglementations d’une manière telle qu’il n’a pas été en mesure de le faire depuis des années ; le gouvernement veillera à ce que la réglementation ne constitue pas un obstacle inutile à l’innovation et à la croissance des entreprises ». |
| 1er octobre 2021 | Le passeport devient obligatoire pour les ressortissants de l'Union européenne ne résidant pas au Royaume-Uni, en remplacement de la carte d'identité. |